# Stefano Pirazzi
Stefano Pirazzi, né le 11 mars 1987 à Alatri, est un coureur cycliste italien, membre de l'équipe Amore & Vita-Prodir. En 2013, il remporte le classement de la montagne du Tour d'Italie. L'année suivante, il remporte une étape de la course. En mai 2017, il est suspendu quatre ans en raison d'un contrôle positif.

## Biographie
En 2012, il termine meilleur grimpeur de Tirreno-Adriatico.
Il termine septième du Tour du Trentin en 2013. Ensuite, lors du Tour d'Italie, il finit la course avec le maillot bleu de meilleur grimpeur. Plus tard dans la saison, il termine deuxième du Championnat d'Italie de contre-la-montre derrière Marco Pinotti.
En 2014, sur le Giro, il connait son premier succès professionnel en gagnant la dix-septième étape en échappé, et offre une troisième victoire durant cette course à son équipe Bardiani CSF.
En mai 2017, un jour avant le début du 100e Tour d'Italie, l'UCI annonce que Pirazzi et son coéquipier de l'équipe Bardiani-CSF Nicola Ruffoni, ont été contrôlés positifs à des « peptides libérateurs de l’hormone de croissance » lors d'un test hors compétition le mois précédent. Ils sont interdits de départ et provisoirement suspendus en attendant le contrôle de l'échantillon B. Ce dernier étant positif, il est licencié de son équipe. Il est suspendu quatre ans, soit jusqu'au 3 mai 2021.
En mai 2021, il rejoint l'équipe continentale Amore & Vita-Prodir.

## Palmarès

### Palmarès amateur
- 2005
  - Coppa Pietro Linari
- 2007
  - 3e étape du Tour des régions italiennes
  - 4e et 5eb étapes du Tour de Lleida
  - Zanè-Monte Cengio
- 2008
  - 2e de Cirié-Pian della Mussa
  - 2e de Zanè-Monte Cengio
  - 3e du championnat d'Italie sur route espoirs
- 2009
  - Trophée Mario Zanchi
  - Cirié-Pian della Mussa
  - Gara Ciclistica Montappone
  - 3e du Trophée international Bastianelli

### Palmarès professionnel
- 2011
  - 3e de la Semaine cycliste internationale
- 2013
  -  Grand Prix de la montagne du Tour d'Italie
  - 2e du championnat d'Italie du contre-la-montre
- 2014
  - 17e étape du Tour d'Italie
- 2015
  - 2e du Tour des Apennins
- 2016
  - 4e étape de la Semaine internationale Coppi et Bartali

## Résultats sur les grands tours

### Tour d'Italie
7 participations
- 2010 : 120e
- 2011 : 61e
- 2012 : 46e
- 2013 : 44e,  vainqueur du Grand Prix de la montagne
- 2014 : 85e, vainqueur de la 17e étape
- 2015 : 22e
- 2016 : 18e

## Classements mondiaux
| Année           | 2007 | 2008 | 2009 | 2010 | 2011 | 2012  | 2013 | 2015 | 2015 | 2016 |
| --------------- | ---- | ---- | ---- | ---- | ---- | ----- | ---- | ---- | ---- | ---- |
| UCI Europe Tour | 361e | 774e | 285e | nc   | 366e | 1187e | 323e | nc   | 233e | 376e |